# Allium oporinanthum
Ail de Girerd
Espèce
Classification APG III (2009)
Allium oporinanthum, l’ail de Girerd, est une espèce européenne d'oignon sauvage native d'Espagne et de France,,,,.
Il a pour synonymes : Allium oleraceum subsp. girerdii J.-M.Tison.

## Description
Les bulbes sont ovoïdes (19-18 x 9-13 mm) avec une tunique coriace brun foncé. Les hampes florale rigide cylindriques hautes de 25  à   60 cm couvertes par des feuilles en gaines sur la moitié ou le tiers de la hauteur. Spathe à deux valves inégales terminées en pointe linéaire très longue. Les fleurs rose brun sale sont peu nombreuses (5 à 18), en ombelle lâche avec des pédicelles qui pendent jusqu'à l'anthèse puis se redressent. Les tépales sont vert-jaunâtres avec des stries brun-violacées. Les capsule ont 3 valves.

## Habitat
Il se développe sur les roches calcaires ombragées et plus rarement dans les garrigues rocailleuses. On le trouve dans des places localisées du Nord Ouest de la zone méditerranéenne de Valence à Saint-Tropez. Sa population est réduite, et très localisée, ce qui peut être un signe que ce taxon a un caractère relictuel.